# Tyler Sloan
Tyler Sloan (* 15. März 1981 in Calgary, Alberta) ist ein ehemaliger kanadischer Eishockeyspieler, der im Verlauf seiner aktiven Karriere zwischen 2000 und 2013 unter anderem 103 Spiele für die Washington Capitals in der National Hockey League (NHL) auf der Position des Verteidigers bestritten hat. Darüber hinaus absolvierte Sloan über 460 weitere Partien in der American Hockey League (AHL), wo er mit den Hershey Bears in den Jahren 2006 und 2009 den Calder Cup gewann.

## Karriere
Sloan spielte ab 1998 bei den Calgary Royals in der Alberta Junior Hockey League (AJHL) und wechselte zwei Jahre später in die kanadische Juniorenliga Western Hockey League (WHL) zu den Kamloops Blazers, nachdem der Linksschütze im September 2000 ungedraftet von den Columbus Blue Jackets aus der National Hockey League (NHL) verpflichtet worden war. Zunächst spielte er weiterhin Junioreneishockey, bevor er im Verlauf der Saison 2001/02 im Farmteam bei den Syracuse Crunch in die American Hockey League (AHL) debütierte. In den folgenden sieben Jahren pendelte Sloan zwischen verschiedenen Farmteams und spielte dabei sowohl für die Dayton Bombers und Las Vegas Wranglers aus der ECHL als auch für die Manitoba Moose und Hershey Bears aus der AHL. In den Jahren 2006 und 2009 gewann der Kanadier mit den Bears die Meisterschaft der AHL in Form des Calder Cups.
Zu Beginn der Saison 2008/09 wurde Sloan in den Kader der Washington Capitals, dem Kooperationspartner der Hershey Bears, aus der NHL berufen. In seiner Heimatstadt Calgary bestritt der Verteidiger gegen die Calgary Flames am 21. Oktober 2008 sein Debüt in der höchsten nordamerikanischen Profiliga. Nach vier Spielen für die Capitals wurde Sloan vorerst wieder zurück zu den Hershey Bears in die AHL geschickt. Am 29. Juli 2011 erhielt er als Free Agent einen Zweiwegevertrag für ein Jahr bei den Nashville Predators. Dort kam er im Verlauf der Spielzeit ausschließlich bei den Milwaukee Admirals in der AHL zu Einsätzen, ebenso wie im folgenden Spieljahr für die Texas Stars. Nach der Saison 2012/13 beendete der 32-Jährige seine aktive Karriere.

## Erfolge und Auszeichnungen
- 1999 AJHL South All-Rookie Team
- 2006 Calder-Cup-Gewinn mit den Hershey Bears
- 2009 Calder-Cup-Gewinn mit den Hershey Bears

## Karrierestatistik
(Legende zur Spielerstatistik: Sp oder GP = absolvierte Spiele; T oder G = erzielte Tore; V oder A = erzielte Assists; Pkt oder Pts = erzielte Scorerpunkte; SM oder PIM = erhaltene Strafminuten; +/− = Plus/Minus-Bilanz; PP = erzielte Überzahltore; SH = erzielte Unterzahltore; GW = erzielte Siegtore; 1 Play-downs/Relegation; Kursiv: Statistik nicht vollständig)

## Familie
Tyler Sloans ist der Bruder von Tara Sloan, einer kurz vor ihrer geplanten Teilnahme an den Olympischen Spielen 2000 bei einem Verkehrsunfall tödlich verunglückten Leistungsschwimmerin.